# 梅德韋季夫齊 (布恰奇區)
49°5′29″N 25°26′38″E / 49.09139°N 25.44389°E
梅德韋季夫齊（烏克蘭語：是位於烏克蘭西部特諾皮爾州裏喬爾特基夫區的村莊，面積2.99平方公里，2001年人口1,280，人口密度每平方公里428.1人。